# راجح حلی
راجح بن اسماعیل اسدی حِلّی با کُنیهٔ ابوالوفاء و لقب شرف‌الدین (۱۱۷۴–۱۲۳۰م) شاعر عراقی بود. نخست به بغداد رفت و نزد والیان آن جایگاهی یافت. سپس به حلب مهاجرت کرد و نزد ایوبیان نفوذ پیدا کرد. همان‌جا تا درگذشت ماندگار شد. او را با لقبِ شرف‌الدین مدح می‌نمودند.